# Animaatiokone Studio
Animaatiokone Studio är en mjukvara skapad av Animaatiokone Industries som gör det möjligt att skapa animerad film som bygger på traditionell stopmotion och/eller cut-out teknik.